# Obac de Planers

L'Obac de Planers, respecte del terme d'Abella de la Conca

L'Obac de Planers és una obaga del terme municipal d'Abella de la Conca, a la comarca del Pallars Jussà.
Està situat a l'extrem nord-oest de la partida dels Planers, a l'esquerra del riu d'Abella i al sud-sud-oest de la vila d'Abella de la Conca.
A la zona meridional de l'Obac de Planers es troben búnquers de la Guerra Civil, penjats damunt del riu d'Abella i adreçats a la vila d'Abella i a la carretera que hi mena.

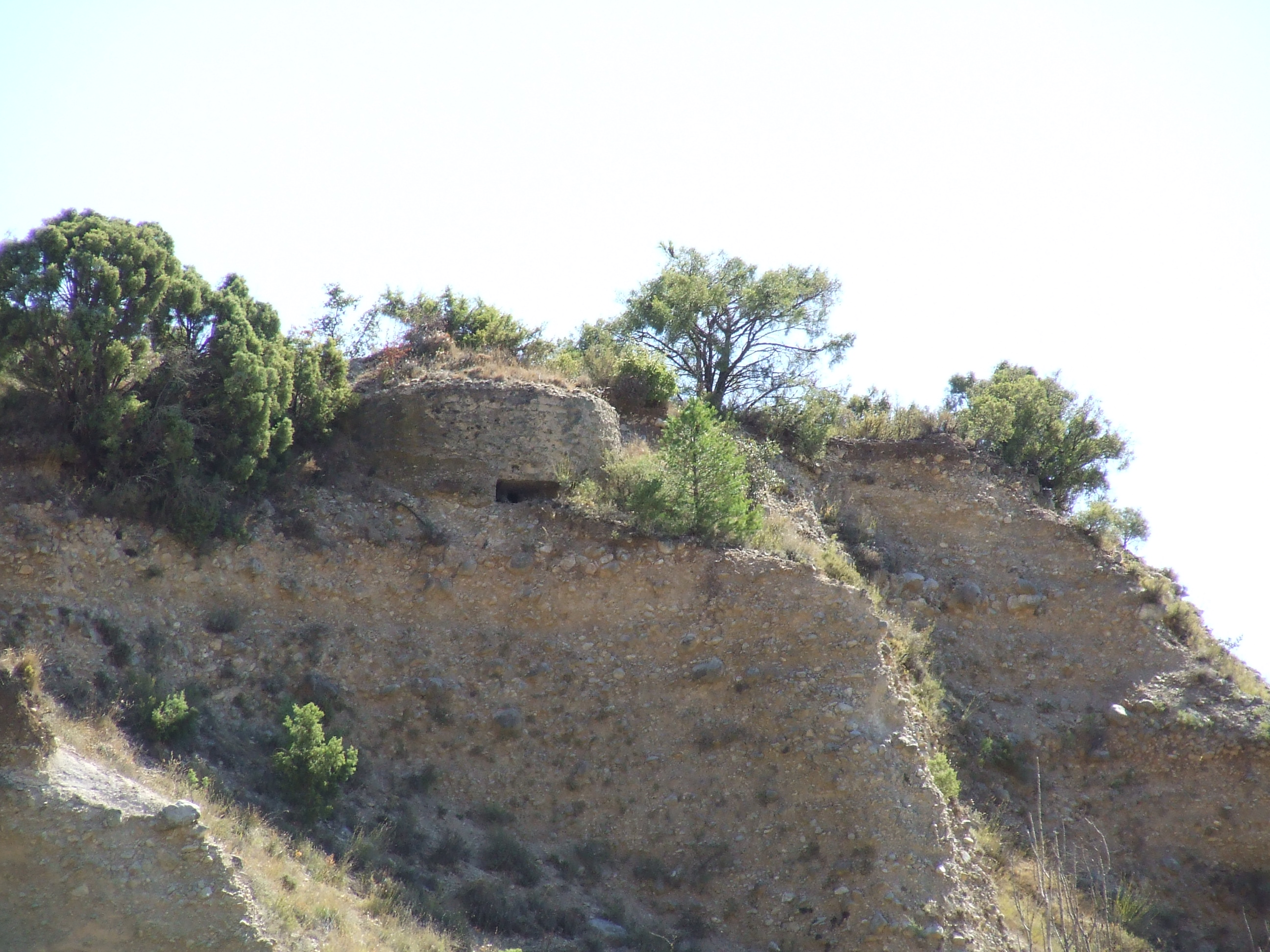
L'Obac de Planers i el seu búnquer

## Etimologia
Es tracta d'un topònim romànic descriptiu, és una obaga on predominen els planers.